# Pteroptyx hanedai
Pteroptyx hanedai is een keversoort uit de familie glimwormen (Lampyridae). De wetenschappelijke naam van de soort is voor het eerst geldig gepubliceerd in 1970 door Ballantyne.